# FA Cup 1873-74
La Football Association Challenge Cup 1873–74 fue la tercera edición de la FA Cup, la copa de Inglaterra, el torneo más antiguo del fútbol inglés. Compitieron veintiocho equipos, doce más que en la anterior edición, aunque seis de ellos no llegaron a jugar ni un partido. 
Se eliminó el sistema de desafío que se usó en la segunda edición, por lo que el campeón vigente, el Wanderers, participó desde la primera ronda aunque no jugó ningún partido hasta la tercera por el abandono de sus rivales. En la primera ronda se retiraron antes de disputar cinco equipos: el Amateur Athletic Club, el Civil Service, el Farningham, el Southall y el Old Etonians. Aparte de esos cinco los Trojans tampoco disputaron ningún partido aunque se retiraron en la segunda ronda sin jugar ante el Wanderers.
En total se disputaron veintiséis partidos, cinco de ellos partidos de desampate. En esta edición fue la única en la que se decidió el pase de un equipo tirando una moneda, tras los dos empates del Sheffield y el Shropshire Wanderers en primera ronda. Ganó el Sheffield.
Las semifinales y la final se jugaron en The Oval. La final disputada el 14 de marzo enfrentó al Oxford University y al Royal Engineers. Oxford ganó el partido 2-0, ganando su primera FA Cup y convirtiéndose en el segundo campeón de la copa tras el doblete del Wanderers.